# Vaginální výtok

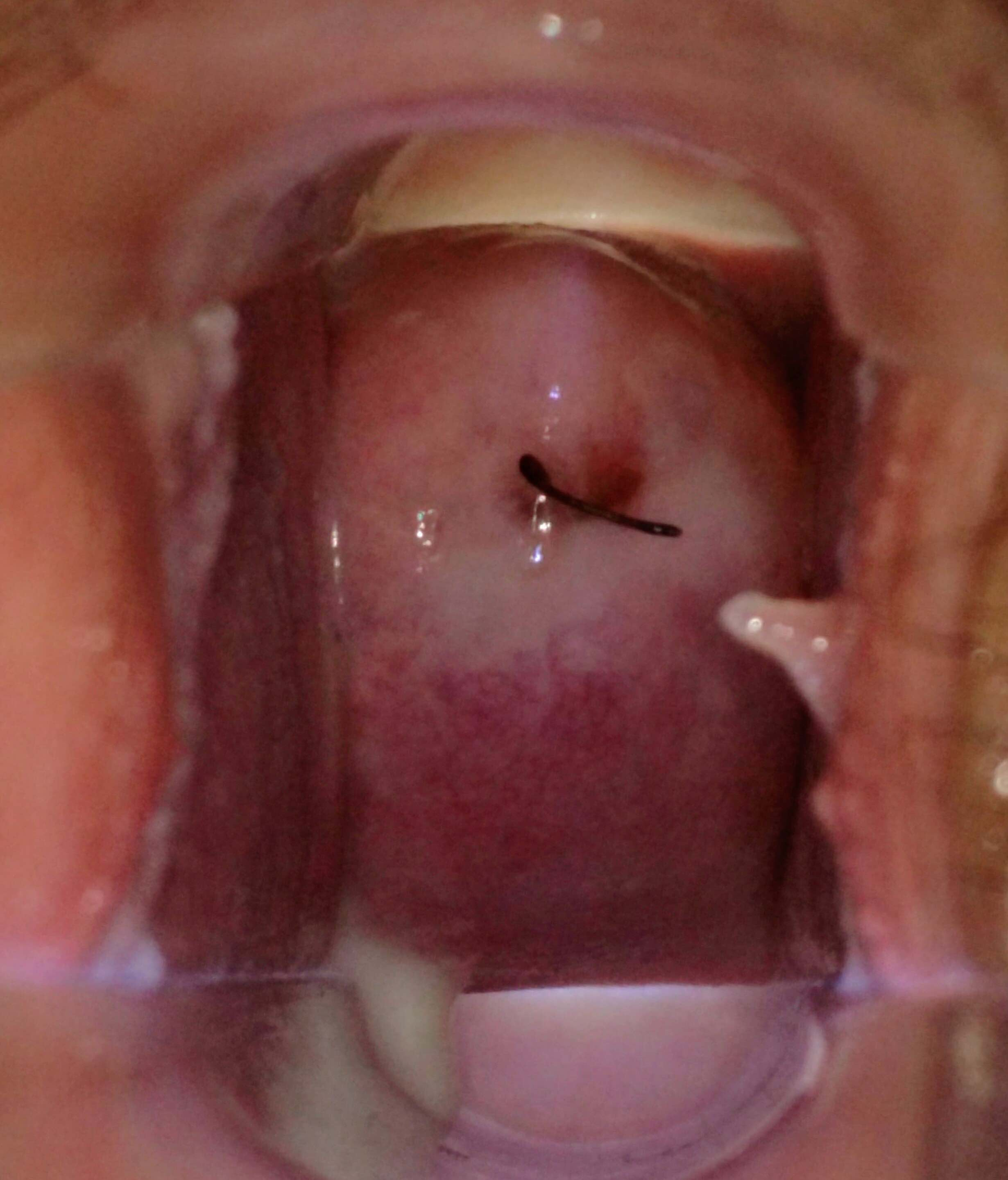
Fotografie děložního čípku a stěn pochvy. Děložní čípek i stěny pochvy jsou pokryty směsí tekutiny, buněk a bakterií, které tvoří vaginální výtok, který z pochvy odchází ven poševním vchodem.

Vaginální výtok (někdy také poševní výtok nebo výtok z pochvy) je směs tekutiny, buněk a bakterií, která slouží k lubrikaci a ochraně poševního prostředí. Tato směs je neustále produkována buňkami pochvy a děložního hrdla a opouští tělo přes poševní vchod. Složení, vzhled i množství výtoku se u jednotlivých žen liší a mění se také v průběhu menstruačního cyklu i v různých fázích sexuálního a reprodukčního vývoje.
Fyziologický (tedy normální) poševní výtok může mít řídkou, vodnatou nebo naopak hustou a lepivou konzistenci a bývá čirý až bělavý. Může se vyskytovat i ve větším množství, ale obvykle nemá výrazný zápach a není spojen se svěděním či bolestí. Přestože většina poševních výtoků odpovídá normálnímu fungování organismu, určité změny mohou signalizovat přítomnost infekce nebo jiného patologického procesu.  Mezi infekce, které mohou ovlivnit charakter výtoku, patří kvasinkové záněty pochvy, bakteriální vaginóza a pohlavně přenosné nemoci. Patologický výtok se často vyznačuje změnou barvy, nepříjemným zápachem a doprovodnými příznaky, jako jsou svědění, pálení, bolest v podbřišku nebo bolest při pohlavním styku.

## Normální vaginální výtok

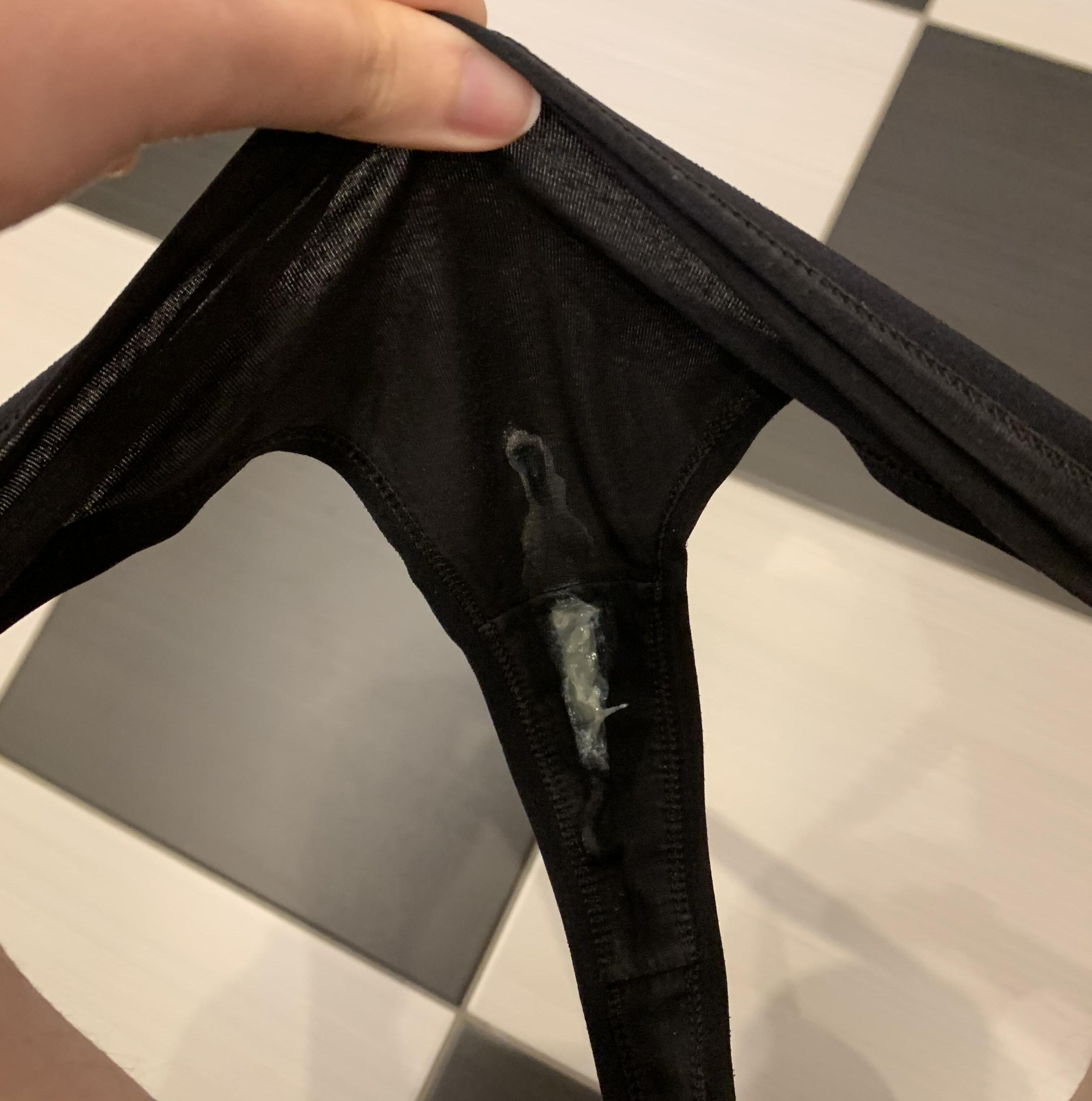
Táhnoucí se výtok konzistence vaječného bílku v době ovulace

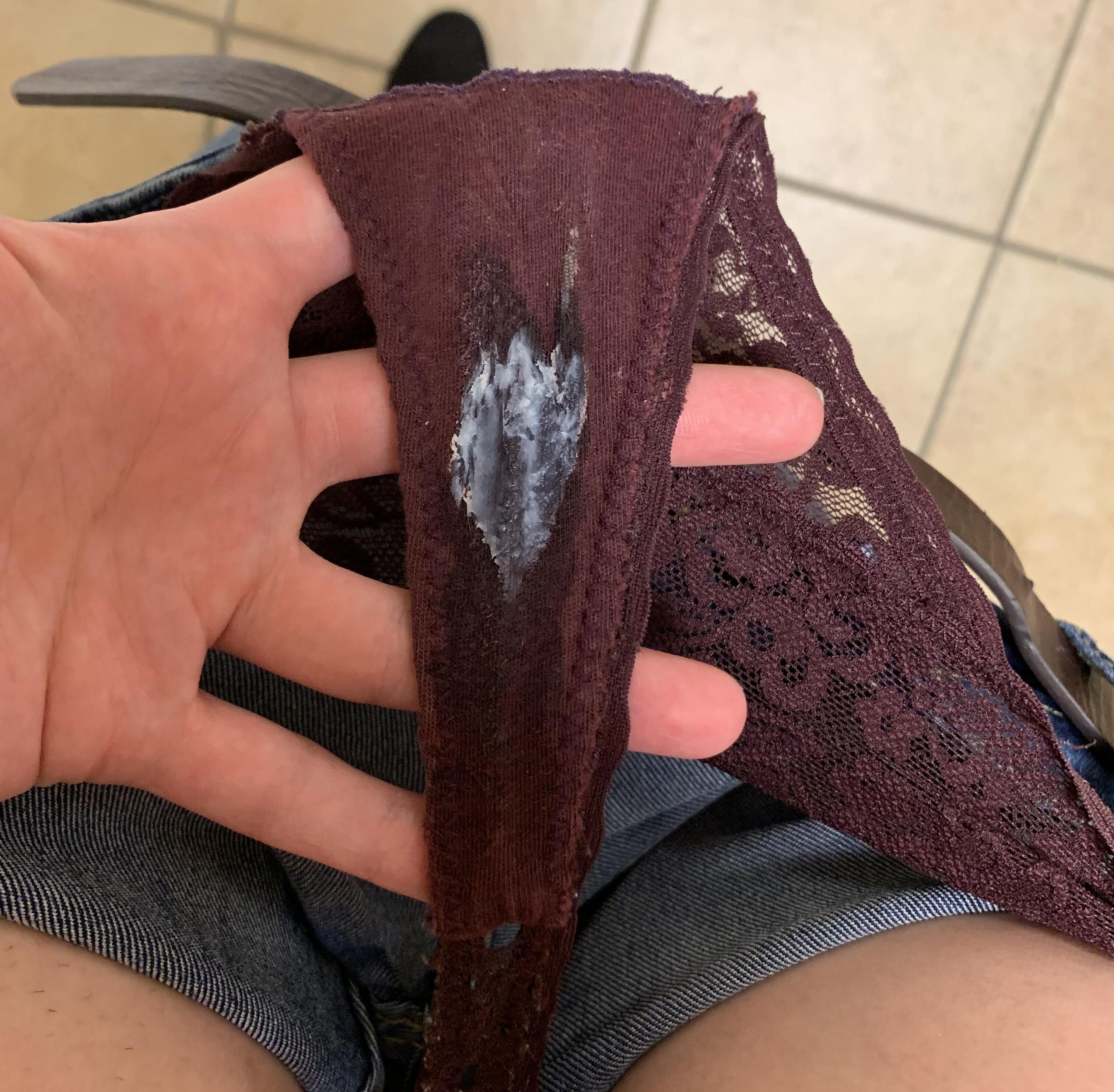
Hustý bílý výtok z pochvy z období blízko menstruace

Normální poševní výtok se skládá z hlenu děložního hrdla, poševní tekutiny, odlučujících se buněk z pochvy a děložního čípku a z bakterií tvořících přirozenou mikroflóru. Hlavní složkou tekuté části výtoku je cervikální hlen, produkovaný žlázami v děložním hrdle. Další podíl tvoří transsudát z poševních stěn a sekrety žláz, především Skeneho a Bartholiniho. Pevné složky výtoku zahrnují deskvamované (odloupnuté) epitelové buňky z poševní a děložní výstelky a běžně přítomné vaginální bakterie. Bakterie přirozeně osidlující vaginu obvykle nezpůsobují onemocnění; naopak se podílejí na ochraně před patogenními mikroorganismy. Produkují kyselinu mléčnou a peroxid vodíku, čímž vytvářejí nepříznivé prostředí pro růst jiných, potenciálně škodlivých bakterií. Složení vaginální mikroflóry se může lišit, avšak u většiny žen dominují laktobacily. Průměrná koncentrace bakterií ve výtoku činí přibližně 10⁸ až 10⁹ na mililitr.
Normální výtok bývá čirý, bělavý až nažloutlý, s konzistencí od mléčné po hrudkovitou. Vůně bývá slabá nebo žádná. Většina výtoku se hromadí v zadní klenbě poševní a následně odtéká přirozeně působením gravitace. Žena v reprodukčním věku vyloučí denně přibližně 1,5 gramu výtoku (zhruba půl až jedna čajová lžička). Během sexuálního vzrušení a pohlavního styku dochází ke zvýšenému prokrvení pánevní oblasti, což vede k nárůstu množství transsudátu z poševních stěn. Tento transsudát má neutrální pH, takže jeho zvýšená produkce může dočasně posunout poševní prostředí k neutrálnějším hodnotám. Ejakulát má zásadité pH a může neutralizovat poševní kyselost až po dobu 8 hodin.

### Novorozenecký vaginální výtok
Novorozenecký poševní výtok se může objevit v prvních dnech po porodu v důsledku působení estrogenů z těla matky, kterým byl plod vystaven během nitroděložního vývoje. Tento výtok bývá čirý nebo bělavý, má hlenovitou konzistenci a v některých případech může obsahovat stopy krve v důsledku přechodného odlučování děložní sliznice novorozené holčičky, což je fyziologický jev.

### Vaginální výtok v dětství
U dívek před pubertou je poševní stěna tenčí a složení vaginální mikroflóry se liší od flóry dospělých žen. Poševní výtok je v tomto období minimální a jeho pH je neutrální až mírně zásadité, obvykle v rozmezí 6 až 8. Bakteriální osídlení pochvy u prepubertálních dívek je typicky tvořeno převážně stafylokoky, dále anaerobními bakteriemi, enterokoky, Escherichia coli a v menší míře také laktobacily.

### Vaginální výtok v pubertě
V období puberty začínají vaječníky produkovat hormon estrogen, který výrazně ovlivňuje vývoj pohlavního ústrojí. Již přibližně rok před první menstruací, často souběžně s počátkem růstu prsou, dochází ke zvýšení množství poševního výtoku a ke změně jeho složení. Estrogen stimuluje zrání poševní sliznice a podporuje tvorbu glykogenu v epitelových buňkách pochvy. Zvýšená hladina glykogenu vytváří příznivé podmínky pro růst laktobacilů, které postupně začínají dominovat vaginální mikroflóře. Laktobacily přeměňují glykogen na kyselinu mléčnou, čímž vytvářejí kyselé poševní prostředí. Po nástupu puberty se pH pochvy a poševního výtoku snižuje a obvykle se pohybuje v rozmezí 3,5 až 4,7. Toto kyselé prostředí představuje důležitou obrannou bariéru proti patogenním mikroorganismům.

### Vaginální výtok v těhotenství, šestinedělí a menopauze
V těhotenství se objem výtoku zvyšuje vlivem vyšších hladin estrogenu a progesteronu. Výtok je obvykle bělavý až šedavý, může mít lehce zatuchlý zápach, ale neobsahuje krev a nezpůsobuje svědění. Zvýšená tvorba kyseliny mléčné udržuje výtok v kyselém rozmezí, což chrání před infekcemi, zároveň však zvyšuje náchylnost k vaginálním mykózám. V období po porodu (šestinedělí) se vaginální výtok nazývá očistky. Zpočátku je krvavý a obsahuje odlučující se děložní sliznici. Postupně se zeslabuje, stává se vodnatějším a mění barvu do žluté až bílé. V menopauze v důsledku poklesu hladiny estrogenu dochází k úbytku glykogenu v poševním epitelu, slábne osídlení laktobacily, pH se zvyšuje (na 6,0 až 7,5) a výtok se výrazně snižuje. Tento pokles může vést k vaginální suchosti a bolestivosti při pohlavním styku, což lze zpravidla řešit pomocí lubrikantů nebo lokální hormonální terapie.

## Abnormální vaginální výtok
Abnormální poševní výtok může být projevem infekce, rozhození poševní mikroflóry nebo změn pH, přičemž někdy nelze zjistit jednoznačnou příčinu. Mezi nejčastější původce patří bakteriální vaginóza (40 až 50 % případů), způsobená přemnožením anaerobních bakterií (zejména Gardnerella vaginalis) na úkor laktobacilů, a projevující se šedobílým výtokem se specifickým zápachem připomínající rybinu. Další častou příčinou je kvasinková infekce (Candida albicans), typicky spojená s hustým, bílým, hrudkovitým výtokem bez zápachu a svěděním. Trichomoniáza, přenosná pohlavním stykem, se projevuje zpěněným zelenožlutým výtokem a dráždivým svěděním. Chlamydie a kapavka mohou výtok vyvolat, ale často probíhají bezpříznakově. Výtok může způsobit i přítomnost cizího tělesa v pochvě (např. zapomenutého tamponu), zejména pokud je doprovázen zápachem nebo krví. U dívek před pubertou bývá výtok nejčastěji důsledkem podráždění, infekce nebo cizího tělesa v pochvě, přičemž riziko zvyšuje nezralost sliznice bez ochrany pomocí estrogenů. Diagnostika obvykle zahrnuje vyšetření pomocí gynekologických zrcadel, mikroskopického rozboru výtoku a testy pH. Léčba se nasazuje podle konkrétní příčiny abnormálního výtoku.